# ラタナポン・ソーウォラピン
ラタナポン・ソーウォラピン（タイ語: รัตนพล ส.วรพิน, 英語: Ratanapol Sor Vorapin、1974年6月6日 - ）は、タイのプロボクサー。ナコーンラーチャシーマー県出身。元IBF世界ミニマム級王者。同王座は通算で18度の防衛に成功し、これにより全盛期は「小型カオサイ（เขาทรายน้อย）」とも呼ばれた。元WBO世界バンタム級王者ラタナチャイ・ソーウォラピンは実弟。

## 来歴
1990年10月4日、16歳でプロデビュー。
1991年7月17日、タイ王国ミニマム級王者アスウィン・シスラックムアンとバンコクで対戦し、10回判定負けを喫し王座獲得に失敗した。
1992年6月14日、ラジャダムナン・スタジアムでハスニ・レイと対戦し、4回KO勝ちを収めIBFインターコンチネンタルミニマム級王座の獲得に成功した。
1992年9月6日、アリ・タラゾーナと対戦し5回KO勝ちを収め初防衛に成功した。
1992年12月10日、バンコクのナショナルスタジアムでIBF世界ミニマム級王者マニー・メルチョルに挑戦し、12回2-1（115-112、117-110、112-115）の判定勝ちを収め王座獲得に成功、18歳で王者になった。
1993年3月14日、元IBF世界同級王者ニコ・トーマスと対戦し7回31秒KO勝ちを収めトーマスの4年振りの王座返り咲きを阻止して初防衛に成功した。
1993年6月27日、25戦無敗のアラ・ビラモアと対戦し7回2分1秒TKO勝ちを収め2度目の防衛に成功した。
1993年9月26日、バンコクフア・マーク・スタジアムでドミンゲス・シワレッテと対戦し4回2分22秒TKO勝ちを収め3度目の防衛に成功した。
1993年12月10日、フェリックス・ナランジョと対戦し2回34秒TKO勝ちを収め4度目の防衛に成功した。
1994年2月27日、ロニー・マグラモと対戦し12回3-0(118-110、118-111、115-113)の判定勝ちを収め5度目の防衛に成功した。
1994年5月14日、ロジャー・エスパノーラと対戦し6回1分5秒TKO勝ちを収め6度目の防衛に成功した。
1994年8月20日、マルセリオ・ボイバーと対戦し4回TKO勝ちを収め7度目の防衛に成功した。
1994年11月12日、カルロス・アルベルト・ロドリゲスと対戦し3回1分8秒TKO勝ちを収め8度目の防衛に成功した。
1995年2月25日、ジェリー・パハヤハイと対戦し粘られながらも3回22秒TKO勝ちを収め9度目の防衛に成功した。
1995年5月20日、オスカー・アルフォンソ・フローレンスと対戦し2回2分12秒TKO勝ちを収め10度目の防衛に成功した。
1995年10月29日、ジャック・ラッセルと対戦し2回1分20秒KO勝ちを収め11度目の防衛に成功した。
1995年12月30日、オズワルト・ゲレーロと対戦し6回1分26秒TKO勝ちを収め12度目の防衛に成功した。
1996年3月16日、シーサケート県で行われたリー・サンドバルとの試合は、13度目の防衛戦となる予定だったが、ラタナポンが前日軽量をクリア出来ず王座を剥奪された為、サンドバルが勝てば王座獲得、ラタナポンが勝てば王座が空位となるという条件で試合が行われたが、ラタナポンが11回TKO勝ちを収めた為、王座は空位になった。
1996年5月18日にヤラー県のプロヴィンシャル・スタジアムで行われたIBF世界ミニマム級王座決定戦でラタナポンがジュン・アルロスに12回3-0（2者が120-107、118-109）の判定勝ちを収め完勝し、王座返り咲きに成功した。
1996年7月13日、ジュン・オーハジラと対戦し3回35秒KO勝ちを収め返り咲き後初防衛に成功した。
1996年9月28日、オスカー・アンドラーデと対戦し5回15秒KO勝ちを収め2度目の防衛に成功した。
1996年11月24日、グスタボ・ベラと対戦し2回2分50秒KO勝ちを収め3度目の防衛に成功した。
1997年3月22日、ルイス・ドリアと対戦し4回1分58秒TKO勝ちを収め4度目の防衛に成功した。
1997年6月14日、ファン・エレーラと対戦し12回3-0(115-113、116-111、117-109)の判定勝ちを収め5度目の防衛に成功した。
1997年8月30日、ウェリントン・ビセンテと対戦し2回2分55秒TKO勝ちを収め6度目の防衛に成功した。
1997年12月28日、ゾラニ・ペテロと対戦。4回2分0秒逆転TKO負けを喫し、7度目の防衛に失敗し王座から陥落した。
1998年12月18日、フォートローダーデールのメモリアル・オーディトリアムで行われたIBF世界ライトフライ級王座決定戦でウィル・グリッグスピーと対戦し、12回0-3（110-118、112-116、111-118）の判定負けを喫し、王座獲得に失敗、2階級制覇に失敗した。
2000年12月2日、ラスベガスのマンダレイ・ベイ・イベント・センターで、フェリックス・トリニダードVSフェルナンド・バルガスの前座でIBF世界ライトフライ級王者リカルド・ロペスと対戦。3回2分11秒TKO負けを喫した。
2005年8月5日、約5年ぶりに現役復帰。
2007年5月29日、カーラシン県で奥本貴之と対戦。「38歳vs15歳」という対戦で話題になったが、2回1分0秒TKO勝ちを収めた。
2007年11月16日、スラートターニー県・カーンチャナディット郡で行われたアルウィー・アルハブシーとのPABAフライ級王座決定戦で1回KO勝ちを収め、王座を獲得した。
2008年10月3日、PABAフライ級暫定王者のリチャード・ガルシアに0-2の判定負けを喫し、王座統一に失敗、王座から陥落した。
2009年2月8日、松下IMPホールにて小松則幸と対戦し、1回2分16秒TKO勝ちを収めた。
2009年5月7日、パッタルン県で行われたPABAフライ級王座決定戦でウィド・パエスと対戦し、3回KO勝ちを収め、王座返り咲きに成功した。
2009年7月10日、プーケット県で行われたレイ・ミグレノと対戦したが5回KO負けを喫し、王座から陥落した試合を最後に現役を引退した。

## 獲得タイトル
- IBFインターコンチネンタルミニマム級王座
- IBF世界ミニマム級王座(防衛12=剥奪)
- IBF世界ミニマム級王座(2期目:防衛6)
- PABAフライ級王座